# Канопос
Канопия е древен египетски крайбрежен град, разположен в делтата на Нил. Намира се в източните покрайнини на съвременна Александрия, на около 25 км от центъра на града, на дъното на Абукирския залив.
Старото му египетско име е Пикуат. Гърците го наричат Канобос или Канопос (на гръцки: Κάνωπος), по името на митичния Канопос, който довел на връщане от Троя корабите на Менелай до Фарос, бъдещата Александрия и умрял ухапан от змия. Коренът на името може би идва от древноегипетски Kah Nub = „златен коридор“, отнасяйки се вероятно до печалбите правени от търговците, работещи в пристанището.
Градът придобива значимост едва във времето на Птолемеите.
Градът привлича вниманието на египтолозите най-вече поради факта, че един указ, датиран от 235 пр.н.е. носи неговото име.
Стелата е намерена през 1866 г. сред руините на Танис. Подобно на Розетския камък, тя е изписана на гръцки, с йероглифи и с демотическо писмо. Става ясно, че в година IX от управлението на Птолемей III Евергет (239 пр.н.е.), той изпраща в град Канопия декрет, уреждащ проблема с почестите, които трябва да бъдат отдавани на царското семейство, а накрая се разпорежда: "... за да следват сезоните по строго определени правила и в съобразие със световния ред, а зимните панегирии да не се падат през лятото... от днес нататък, в годината, имаща 360 дена, плюс пет допълнителни, на всеки четири години, между петте допълнителни дни, епагомените, и новата година, ще бъде вмъкван един ден, посветен на божествата „евергети“ (добротворци)".